# Митавье
Митавье́ (бел. Мітаўё) — деревня в составе Горбовичского сельсовета Чаусского района Могилёвской области Республики Беларусь.

## Население
- 2024 год - Нежилая